# Where My Dogs At?
Where My Dogs At? ist eine für MTV produzierte US-amerikanische-kanadisch Zeichentrickserie, die 2006 von Aaron Matthew Lee und Jeffrey Ross konzipiert wurde.

## Inhalt
Die Serie handelt von den beiden befreundeten Hunden Buddy und Woof, die vor ihrem Widersacher dogcatcher (dt. „Hundefänger“) flüchten, und dabei stets in lustige Situationen mit verschiedenen Prominenten verwickelt werden. Buddy, der Beagle, versucht stets nach New Jersey zu gelangen. Er steht den Menschen eher kritisch gegenüber und lässt sich nicht zum Schoßhund abrichten. Woof ist eher zurückhaltend, obwohl er eine Bulldogge ist. Er humpelt, ist aber dennoch stark und schnell. Trotz seiner dauernden Beteuerungen Buddy gegenüber, sich niemals einem Menschen zu unterwerfen, verfällt er immer wieder in ein Abhängigkeitsverhältnis mit einem in der Serie vorkommenden Prominenten. Der Hundefänger ist den beiden Protagonisten andauernd auf den Fersen. Man sieht ihn nur vom Hals abwärts. Außerdem ist sein einziger gesprochener Satz in praktisch jeder Folge: „Where my dogs at?“.
In jeder Folge treffen die beiden Hunde auf Prominente, so zum Beispiel Snoop Dogg, Lindsay Lohan, Paris Hilton, Brad Pitt, Angelina Jolie, Tara Reid, Jennifer Aniston, Michael Jackson oder Marilyn Manson. 

## Produktion und Veröffentlichung
Where My Dogs At? wurde unter der Regie von Greg Franklin bei Six Point Harness und Bardel Entertainment produziert. Die Serie ist im Flash-Format animiert. Die Titelmelodie Where My Dogs At? im Hip-Hop-Stil stammt von John Warrin.
Die Erstausstrahlung erfolgte vom 10. Juni bis zum 29. Juli 2006 bei MTV2 in den USA. Die deutsche Erstausstrahlung fand vom 10. Januar bis zum 24. Februar 2007 bei MTV statt. 

## Synchronisation
| Charakter   | Englischer Sprecher | Deutscher Sprecher |
| ----------- | ------------------- | ------------------ |
| Buddy       | Jeffrey Ross        | Björn Schalla      |
| Woof        | Tracy Morgan        | Jan-David Rönfeldt |
| Hundefänger | John DiMaggio       | Tilo Schmitz       |
| Erzähler    | John DiMaggio       | Tilo Schmitz       |

Die wechselnden Prominenten wurden von John DiMaggio, Greg Eagles, Dean Edwards, Aaron Matthew Lee, Jeff Richards und Lauren Tom gesprochen.

## Kontroverse
Im August 2006 gab es nach der Erstausstrahlung der Serie eine Kontroverse um die Darstellung von Afroamerikanern, die als rassistisch empfunden wurde. Dabei ging es um eine Szene, in der Snoop Dogg zwei schwarze Frauen an der Leine führt, die auf allen vieren laufen. Christina Norman, Präsidentin von Viacom, Besitzer von MTV, verteidigte die Serie und so auch die kritisierte Szene als soziale Satire, in diesem Fall eine Satire auf Snoop Dogg.